# Ostreola
Ostreola is een geslacht van schimmels in de familie Mytilinidiaceae. De typesoort is Ostreola consociata.

## Soorten
Volgens Index Fungorum telt het geslacht acht soorten (peildatum maart 2023):
| Soortnaam                | Auteur(s)                      | Publicatiejaar |
| ------------------------ | ------------------------------ | -------------- |
| Ostreola buchananiae     | Tilak & Talde                  | 1978           |
| Ostreola chandrapurensis | P.G. Sathe & Khatoon           | 1980           |
| Ostreola consociata      | Darker                         | 1963           |
| Ostreola formosa         | (Cooke) M.E. Barr              | 1987           |
| Ostreola indica          | Tilak, S.B. Kale & S.V.S. Kale | 1968           |
| Ostreola sessilis        | Darker                         | 1963           |
| Ostreola viticola        | R. Rao & Modak                 | 1972           |
| Ostreola ziziphi         | Tilak, S.B. Kale & S.V.S. Kale | 1968           |